# Pytilia lineata
L'astro becco rosso (Pytilia lineata Heuglin, 1863) è un uccello passeriforme della famiglia degli Estrildidi.

## Descrizione

### Dimensioni
Misura circa 12–13 cm di lunghezza, coda compresa.

### Aspetto
Si tratta di uccelli dall'aspetto robusto e paffuto, muniti di corte ali arrotondate, coda corta e squadrata e becco conico e appuntito.
La livrea è grigia sulla maggior parte del corpo, meno che sulle remiganti, sul codione e sulla coda (dove è rosso cupo), sul sottocoda (dove è biancastra con zebrature nere) e su petto e ventre, dove sono presenti numerose striature trasversali biancastre: i due sessi sono molto simili, con la femmina, che presenta in genere una minore estensione della colorazione rossa sulle ali, tuttavia trattandosi di una caratteristica molto soggetta a variazioni individuali spesso è arduo distinguere i sessi a prima vista. Il becco è rosso corallo (da cui il nome comune della specie), le zampe sono di color carnicino, gli occhi sono bruno-rossicci.
Nel complesso, l'astro becco rosso risulta molto simile all'astro aurora, rispetto al quale differisce per il becco rosso anziché nero, oltre che per alcune differenze nel canto e nel comportamento.

## Biologia
Si tratta di uccelli diurni, che vivono perlopiù da soli o in coppia: essi passano la maggior parte del tempo fra l'erba alta o i cespugli alla ricerca di cibo, scendendo di tanto in tanto anche al suolo. 

### Alimentazione
L'astro becco rosso si nutre principalmente di semi di graminacee, ed in misura minore anche di insetti di piccole dimensioni (principalmente formiche e termiti): questi uccelli integrano inoltre la propria dieta con bacche e frutta.

### Riproduzione
Sebbene non si disponga di dati sulla riproduzione di questa specie, si ritiene che essa non differisca significativamente per modalità e tempi da quella di altre specie congeneri e degli estrildidi in generale.

## Distribuzione e habitat
L'astro becco rosso è una specie endemica dell'Etiopia centrale ed occidentale, dove vive nelle praterie erbose in quota.

## Tassonomia
Fino a tempi recenti, questi uccelli sono stati considerati una sottospecie dell'affine astro aurora, col nome di Pytilia phoenicoptera lineata: tuttavia, recenti analisi hanno spinto gli studiosi ad elevare l'astro becco rosso al rango di specie a sé stante.